# Oecomys catherinae
Oecomys catherinae é uma espécie de roedor da família Cricetidae. Endêmica do Brasil, onde poder ser encontrada da nos estados da Bahia, Minas Gerais, Espírito Santo, Rio de Janeiro, São Paulo, Paraná e Santa Catarina.